# Constantin Codreanu
Constantin Codreanu (n. 12 iulie 1981, Bilicenii Vechi, URSS) este un deputat român, ales în 2016.